# Train Jam
Train Jam es una serie de televisión de aventuras y fantasía argentina . Sigue a tres adolescentes que intentan salir de un videojuego en el que quedaron atrapados. Está protagonizada por Carolina Kopelioff, Agustina Cabo, Rocío Gómez Wlosko y Agustín Daulte. Se preestrenó el work in progress del capítulo 1. Sin embargo, la serie está esperando su finalización en prosproducción para ser estrenada definitivamente.

## Sinopsis
La historia se centra en tres adolescentes que fueron misteriosamente absorbidos por un videojuego y buscarán una salida de esa realidad virtual, donde se encuentran amenazados por un grupo de personas que quieren transformar el lugar en un basurero mundial. Por otra parte, en el mundo real serán ayudados por otros jugadores que están viajando en un tren durante una sesión de programación de videojuegos.

## Elenco
- Carolina Kopelioff como Juls
- Agustina Cabo como Rita
- Rocío Gómez Wlosko como Malena
- Agustín Daulte como Ulises
- Tom CL
- Débora Nishimoto
- Federico Pezet
- Santiago Fraccarolli
- Nara Carreiras como Carol
- Ximena Banús como Ada

## Producción
A principios de 2023, la serie recibió luz verde para su desarrollo cuando resultó ser uno de los proyectos ganadores del concurso de producción de series de ciencia ficción sobre temáticas científicas y tecnológicas impulsado por el Instituto Nacional de Cine y Artes Audiovisuales (INCAA) y el Ministerio de Ciencia, Tecnología e Innovación. La serie originalmente fue anunciada bajo el nombre La dimensión desconocida, pero luego cambió su título a Train Jam. El proyecto fue creado por Julieta Ledesma, Julia Zárate y Maitena Minella, que se encargaron de dirigir y escribir los seis episodios que conforman la primera temporada.
El rodaje inició el 17 de julio de 2023 en la ciudad de Rawson en la provincia de Chubut, teniendo como locación principal el Tren Museo Itinerante, donde se desarrolló gran parte de la trama. Las grabaciones concluyeron el 17 de septiembre de ese año.